# تشاه أحمد (دلغان)
تشاه أحمد (بالفارسية: چاه احمد) هي قرية تقع في قسم دلغان الريفي (مقاطعة دلغان) في إيران. يقدر عدد سكانها بـ 60 نسمة .